# Myonebrides sexpunctata
Myonebrides sexpunctata är en skalbaggsart som beskrevs av Stefan von Breuning 1957. Myonebrides sexpunctata ingår i släktet Myonebrides och familjen långhorningar. Inga underarter finns listade i Catalogue of Life.